# تيد مكدونالد
تيد مكدونالد (بالإنجليزية: Ted McDonald)‏ (1876 في المملكة المتحدة - 1938) هو لاعب كرة قدم بريطاني (وحمل سابقاً جنسية المملكة المتحدة لبريطانيا العظمى وأيرلندا) في مركز نصف الجناح. لعب مع بورت فايل وستوك سيتي ونادي بورتسموث ونوتس كاونتي.